# Queen-Elizabeth-Klasse (2017)
| Royal Navy              | Royal Navy                                         |
| Queen-Elizabeth-Klasse  | Queen-Elizabeth-Klasse                             |
| Geschichte              | Geschichte                                         |
| ----------------------- | -------------------------------------------------- |
| Bauwerften:             | BAE Systems, VT Group, Babcock International Group |
| Indienststellung:       | 2017                                               |
| geplante Betriebsdauer: | 50 Jahre                                           |
| Heimathafen:            | Portsmouth                                         |
| Vorläufige Daten        |                                                    |
| Verdrängung:            | 65.000 bis 70.000 t (max.)                         |
| Länge:                  | 284 m                                              |
| Breite (Rumpf):         | 39 m                                               |
| Breite (Flugdeck):      | 73 m                                               |
| Tiefgang:               | 11 m (max.)                                        |
| Antrieb:                | 2× Rolls-Royce-MT30-Gasturbinen mit je 36 MW       |
| Höchstgeschwindigkeit:  | 27+ Knoten                                         |
| Reichweite:             | 10.000 bis 11.000 Meilen bei 18 Knoten             |
| Besatzung:              | 1.450                                              |
| Bewaffnung:             | 3× Phalanx CIWS, 4× 30-mm-Geschütze                |
| Flugzeuge:              | 40 Flugzeuge und Hubschrauber                      |
| Kosten pro Schiff:      | 1,95 bis 2,5 Mrd. £ (geschätzt)                    |

Schematik

Die Queen-Elizabeth-Klasse ist eine aus zwei Schiffen bestehende Flugzeugträgerklasse der britischen Royal Navy, welche die aus drei Schiffen bestehende Invincible-Klasse ersetzte. Die Queen Elizabeth (benannt nach Elizabeth I.) wurde 2017 in Dienst gestellt, ihr Schwesterschiff, die Prince of Wales (benannt nach dem Prince of Wales) 2019. Sie gehören neben dem Schweren Flugdeckkreuzer der russischen Admiral-Kusnezow-Klasse zu den größten jemals außerhalb der USA gebauten Flugzeugträgern.
Die Verträge für die Schiffe wurden 2008 unterschrieben, die Schiffe 2009 und 2011 auf Kiel gelegt. Die Schiffe wurden zunächst im STOVL-Design gebaut, sind jedoch so ausgelegt, dass sie mit Fangseilen und Startkatapulten nachgerüstet als CTOL-Flugzeugträger eingesetzt werden könnten.
Zwischenzeitlich wurde entschieden, den ersten Träger vorläufig als Hubschrauberträger zu nutzen und den zweiten direkt in CTOL-Konfiguration zu bauen. Die Entscheidung wurde wegen der exorbitanten Umbaukosten rückgängig gemacht. Auch Pläne, einen Träger zu verkaufen oder die Träger im Wechsel einzusetzen, wurden aufgrund der Ukraine-Krise 2014 verworfen. Stattdessen werden beide Schiffe parallel betrieben. Hierdurch wird eine ununterbrochene Einsatzbereitschaft trotz der üblichen Werftaufenthalte gewährleistet.

## Geschichte

### Erste Planungen
Die Planungen für den Bau neuer Flugzeugträger begannen 1994. Unter dem Projektnamen CVSG(R) (Aircraft Carrier, Support, Guided missile (Replacement)) sollte ein Ersatz für die drei Flugzeugträger der Invincible-Klasse gefunden werden. 1997 wurde der Projektname in CVF (Carrier, Vehicular, Future) geändert. Die ursprünglichen Konzepte sahen drei kleine Flugzeugträger vor, die mit einer Verdrängung zwischen 20.000 und 25.000 Tonnen etwa ihren Vorgängern entsprechen sollten. Alternativ wurde auch über den Kauf oder Neubau US-amerikanischer Trägerschiffe der Tarawa-Klasse nachgedacht.
Im Zuge der Strategic Defence Review fiel 1998 die Entscheidung, die bisherigen Träger durch wesentlich größere Schiffe zu ersetzen. Aufgrund der gesteigerten Leistungsfähigkeit sollten zwei Neubauten ausreichen. Das Verteidigungsministerium (MOD) fällte diese Entscheidung vor dem Hintergrund, dass die Träger der Invincible-Klasse seit dem Ende des Kalten Krieges zunehmend in offensiven Rollen eingesetzt wurden und ihre eigentliche Aufgabe, die U-Boot-Jagd und die Unterstützung US-amerikanischer Marineverbände, in den Hintergrund rückte. Für diese neuen Aufgaben waren sie jedoch aufgrund ihrer geringen Größe und einer Kapazität von maximal 20 Flugzeugen nur in begrenztem Umfang geeignet. Größere Trägerschiffe mit mehr Kampfflugzeugen schienen notwendig, um zukünftige Aufgaben zu erfüllen.

### Konzeptphase
Im Dezember 1998 wurde die Beschaffungsmaßnahme ST(S) 7068 verabschiedet. Gefordert wurde von den in Frage kommenden Werften nun ein Konzept für einen nicht-atomaren Flugzeugträger mit einer Kapazität von 48 Flugzeugen und Hubschraubern, der komplett im Vereinigten Königreich gebaut werden sollte. Die Kosten für das gesamte Programm, inklusive des Baus von zwei Schiffen, sollten zwei Milliarden £ nicht überschreiten. Der erste Träger sollte 2012, der zweite spätestens 2015 in Dienst gestellt werden können. Anfang 1999 gab jedoch ein Parlamentsausschuss eine Studie in Auftrag, die erörtern sollte, unter welchen Bedingungen und mit welchem finanziellen Aufwand die jetzigen Flugzeugträger noch zehn Jahre länger im Einsatz bleiben und die Indienststellung neuer Träger damit auf 2022 verschoben werden könnte. Hierdurch hätte das Budget für den Bau der neuen Schiffe über einen längeren Zeitraum gestreckt werden können. Die Studie unter dem Namen Further Special Refit kam jedoch zu dem Schluss, dass der Nutzen den finanziellen Aufwand nicht rechtfertigen würde.
Am 5. Mai 1999 teilte das MOD mit, dass zwei Rüstungskonzerne Konzepte eingereicht hätten. Hierbei handelte es sich um British Aerospace (später BAE Systems) und Thomson-CSF (später Thales UK). Beiden Konzernen wurden Fördergelder in Höhe von je sechs Millionen £ zu weiteren Ausarbeitung ihrer Konzepte bewilligt. Bis Mai 2000 reichte BAE Systems zwei unterschiedliche Entwürfe ein, einen für einen Flugzeugträger im CTOL-Design für konventionelle Flugzeuge sowie einen im STOVL-Design für Senkrechtstarter. Gleiches tat auch Thales UK und fügte noch einen zusätzlichen Entwurf für einen STOBAR-Träger hinzu, auf dem die Flugzeuge über einen Ski-Jump starten, aber mit Hilfe von Fangseilen landen sollten. Infolge der Entscheidung, dass die Träger mit einer Variante der F-35 Lightning II ausgestattet werden sollten, wurde das STOBAR-Konzept 2001 verworfen. Im Dezember 2002 wählte das MOD schließlich die STOVL-Variante der Lightning II, die F-35B, für ihre zukünftigen Träger aus, womit auch die CTOL-Konzepte hinfällig wurden. Gleichzeitig wurden BAE Systems und Thales UK jedoch angewiesen, die Träger zwar im STOVL-Design zu entwerfen, sie jedoch so zu konstruieren, dass sie zu einem späteren Zeitpunkt mit geringem Aufwand zu CTOL-Trägern umgebaut werden können. Hintergrund dieser Anforderung war, dass die neuen Träger eine Lebenszeit von 50 Jahren haben sollten, die F-35 jedoch bereits nach etwa 30 Jahren ausgemustert werden würde.

### Future Carrier Alliance
Am 30. Januar 2003 teilte das MOD mit, dass es die Bildung einer Allianz zwischen den beiden konkurrierenden Rüstungskonzernen für die sinnvollste Lösung halte, um die Kompetenzen beider Konzerne zu bündeln. Die Future Carrier Alliance (FCA) sollte von BAE Systems geführt werden, wobei Thales UK für weite Teile des Designs zuständig wäre. Weitere Konzerne sollten zu einem späteren Zeitpunkt als Zulieferer ausgewählt werden. Kritiker dieser Allianz behaupteten, dass ursprünglich Thales UK den Auftrag erhalten sollte, man es jedoch für politisch nicht durchsetzbar hielt, da der Mutterkonzern Thales ein französisches Unternehmen ist. Bereits im Vorfeld hatte BAE Systems gemeinsam mit Gewerkschaftern darauf hingewiesen, dass es unverantwortlich wäre, einen britischen Flugzeugträger von einem französischen Konzern bauen zu lassen. Nach der Kiellegung des ersten Schiffes wurde die Allianz in Aircraft Carrier Alliance (ACA) umbenannt.
Das Konzept, auf dem die FCA aufbauen sollte, war das Design Alpha von Thales UK. Es sah vor, dass die Schiffe eine Verdrängung von etwa 65.000 Tonnen bei einer Länge von 290 m haben sollten. Das MOD plante, bis Ende 2003 eine definitive Entscheidung über das Budget zu treffen und schließlich im April 2004 die endgültigen Aufträge zum Bau der Schiffe zu vergeben. Diese optimistische Einschätzung wurde jedoch bald verworfen, als klar wurde, dass die Probleme größer waren als angenommen. Aufgrund steigender Kosten wurde ab Mitte 2003 ein verkleinerter Entwurf für die Träger diskutiert, das Design Bravo. Es sah nun Träger mit einer Verdrängung von 55.000 Tonnen und einer Länge von 266 m vor. Die Breite des Flugdecks sollte von 74 auf 66 m reduziert werden. Als Reaktion auf Einwände der Marine gegen das Design Bravo wurde Ende 2004 das Design Delta vorgestellt, das die Verdrängung bei knapp 60.000 Tonnen und die Länge bei 280 m ansetzte. Es dauerte jedoch bis zum Oktober 2006, bis die FCA ihr endgültiges Design vorlegte. Dieser als Design Delta (II) bezeichnete Entwurf erhöhte die Verdrängung auf 64.500 Tonnen, die Länge auf 284 m und die Breite auf 73 m. Damit entsprach der Entwurf für die Träger wieder weitgehend dem ursprünglichen Design Alpha. Die späteren Dimensionen der fertiggestellten Schiffe können von diesen Eckdaten noch geringfügig abweichen.
Entsprechend der anhaltenden Diskussionen über die Größe der Träger wurde die endgültige Entscheidung über den Bau der Schiffe, die Main Gate Decision, zuerst von April 2004 auf November 2005 und später auf Mitte 2007 verschoben. Am 25. Juli 2007 teilte Verteidigungsminister Des Browne schließlich mit, dass die Träger definitiv gebaut werden und die Schwierigkeiten weitgehend ausgeräumt seien.
Die offizielle Unterzeichnung der Verträge zum Bau der beiden Schiffe erfolgte am 3. Juli 2008 an Bord des Flugzeugträgers Ark Royal. Gemäß der damaligen Planungen sollte die Queen Elizabeth 2014 in Dienst gestellt werden, das Schwesterschiff Prince of Wales sollte 2016 folgen. Im Dezember 2008 teilte das Verteidigungsministerium allerdings mit, dass sich die Indienststellung der Schiffe aufgrund des angespannten Verteidigungshaushalts um ein bis zwei Jahre verzögern könnte.

### Strategic Defence and Security Review 2010
Nach dem Sieg der Conservative Party bei den Unterhauswahlen im Mai 2010 gab Premierminister David Cameron ein Strategic Defence and Security Review (Weißbuch) in Auftrag. Im Zuge dieser Maßnahme wurde auch die Beschaffung der beiden Flugzeugträger in Frage gestellt. Laut dem am 19. Oktober 2010 veröffentlichten Weißbuch wird mit dem Bau der Träger fortgefahren, es sollte jedoch erhebliche Änderungen geben. Um die kostengünstigere und aus Sicht der Regierung leistungsfähigere C-Variante der F-35 von Bord der Träger einsetzen zu können, wurde das STOVL-Konzept der Schiffe damals verworfen. Stattdessen sollte der zweite Flugzeugträger für den Einsatz von CTOL-Flugzeugen mit Fangseilen und elektromagnetischen Startkatapulten (EMALS, Electromagnetic Aircraft Launch System) analog der amerikanischen Gerald-R.-Ford-Klasse ausgestattet werden. Aufgrund der dafür notwendigen Änderungen hätte sich die Indienststellung des Trägers auf das Jahr 2020 verzögert. Das erste Schiff sollte demnach vorerst keine Katapulte und Fangseile erhalten und nur mit Helikoptern eingesetzt werden. Entgegen dieser Darstellung erklärte Premierminister Cameron am 19. Oktober 2010 im Parlament, dass er die sofortige Ausrüstung des ersten Trägers mit Katapulten und Fangseilen für sinnvoll halte. Bei Indienststellung des zweiten Schiffs sollte das erste in Reserve gesetzt, im Wechsel mit dem anderen Träger verwendet oder ins Ausland verkauft werden. Die Anzahl der zu beschaffenden Flugzeuge soll erheblich gekürzt werden, wahrscheinlich ist eine Stückzahl von rund 50 Maschinen, deshalb sollte die Prince of Wales mit lediglich zwölf F-35C bestückt werden und nur im Ernstfall die maximale Kapazität von 36 Maschinen mitführen. Das genaue Vorgehen sollte im nächsten Strategic Defence Review im Jahr 2015 festgelegt werden. Entgegen der Aussage vom Herbst 2010 wurden die Pläne im Sommer 2011 jedoch dahingehend geändert, dass nunmehr doch beide Schiffe mit Katapulten und Fangseilen ausgerüstet werden sollen. Mit der erneuten Kehrtwendung vom Mai 2012 (siehe eingangs) zurück zum ursprünglichen Konzept wurden alle Umbauplanungen ad acta gelegt.

### Bau
Die Flugzeugträger entstanden in Modulbauweise an verschiedenen Standorten. Die großen Module des Rumpfes und der Aufbauten wurden von BAE Systems in Govan, VT Group in Portsmouth und Babcock in Appledore gefertigt. Weitere kleinere Module entstanden bei Cammell, Laird & Company in Birkenhead, A&P Tyne in Hebburn und Babcock in Rosyth. Die Endmontage der Träger erfolgte bei Babcock in Rosyth. Pläne aus dem März 2007, Teile der britischen Träger in Frankreich zu bauen, wurden aufgrund der Verzögerungen auf französischer Seite verworfen. Mit dem Bau der HMS Queen Elizabeth wurde am 7. Juli 2009 begonnen.

## Beteiligung Frankreichs

Entwurf für den Porte-Avions 2

Seit der Indienststellung des Flugzeugträgers Charles de Gaulle 2001 wurde in Frankreich die Anschaffung eines zweiten Trägers erwogen. 2004 bestätigte Präsident Jacques Chirac offiziell, dass Frankreich an einer Beteiligung am CVF-Projekt interessiert sei. Am 6. März 2006 vereinbarten das Vereinigte Königreich und Frankreich eine Kooperation bei den weiteren Planungen. Auf der Messe Euronaval teilte Frankreich im Oktober 2006 mit, dass das britische Konzept zu über 90 Prozent mit den französischen Anforderungen für den Porte-Avions 2 übereinstimme, und eine Beteiligung galt als sicher. Es waren nur geringfügige Modifikationen vorgesehen, so etwa die direkte Auslegung als CTOL-Träger, wobei es sich auszahlte, dass das Vereinigte Königreich die Träger von Beginn an so konzipieren ließ, dass sie verhältnismäßig einfach von STOVL auf CTOL umgerüstet werden können.
Die Bauentscheidung wurde jedoch aufgeschoben, bis das Projekt 2013 aufgegeben und aus dem französischen Weißbuch zu Verteidigung und Nationaler Sicherheit gestrichen wurde.

## Änderungen

### Budget
Im Juni 2003 teilte BAE Systems mit, dass die Kosten für Entwicklung und Bau voraussichtlich 3,8 anstatt der ursprünglich veranschlagten 2,0 Milliarden £ betragen würden. Man begann mit Überlegungen, die Träger deutlich zu verkleinern, um die Kosten auf 2,8 Milliarden £ zu senken. Der damalige Verteidigungsminister Geoffrey Hoon erklärte jedoch Mitte 2004, dass eine Reduzierung die Leistungsfähigkeit deutlich herabsetzen würde. Auch die Überlegungen, nur einen großen Flugzeugträger zu bauen, wurden zurückgewiesen.
Im Oktober 2006 reichte die FCA den endgültigen Entwurf für die Träger beim MOD ein, basierend auf dem Design Delta (II). Dieses entsprach wieder weitgehend den ursprünglich geplanten Dimensionen. Die Gesamtkosten wurden mit 3,9 Milliarden £ angegeben. Dieses Budget wurde am 25. Juli 2007 durch die Regierung bestätigt. Im Juni 2009 berichtete die BBC unter Berufung auf Information der am Bau der Schiffe beteiligten Unternehmen, dass die Gesamtkosten für die Träger auf rund 5 Milliarden £ gestiegen seien.

### F-35 Lightning II

#### Variante

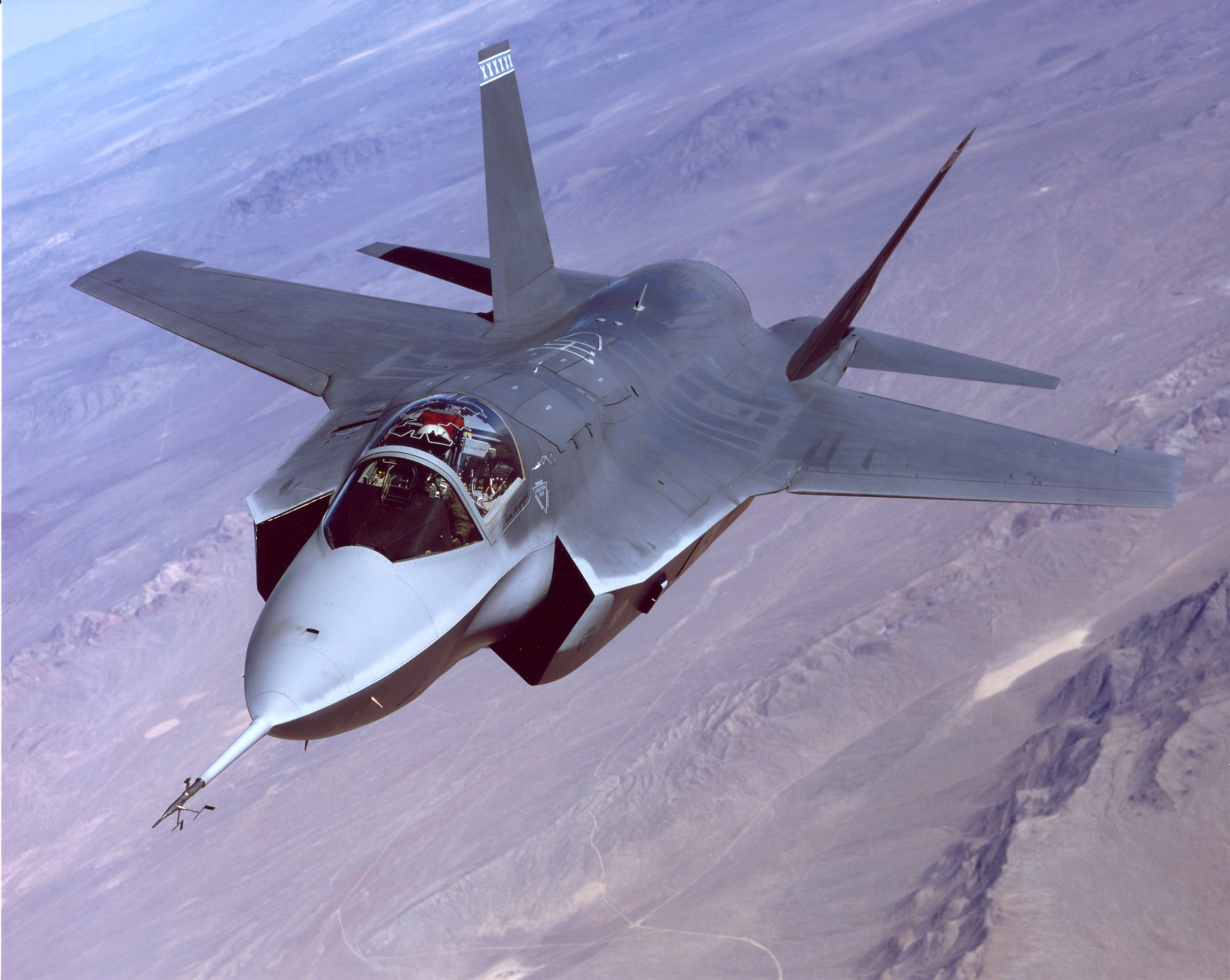
F-35 Lightning II

Bereits 2002 war die Entscheidung des MOD, die F-35B und nicht CTOL-Version F-35C anzuschaffen, kritisiert worden. Die Planung sah vor, 100 Flugzeuge der Royal Air Force (RAF) und 50 der Royal Navy zu unterstellen, die sie gemeinsam auf den Trägern einsetzen sollten, wie schon im Fall des Vorgängermodells Hawker Siddeley Harrier. 2004 forderte die RAF jedoch, die F-35A zu ordern, da sie diese für leistungsfähiger hielt, womit ihre 100 Maschinen für die STOVL-Träger unbrauchbar wären. Der Royal Navy würden damit nur noch 50 Maschinen für ihre STOVL-Träger bleiben. Unter Berücksichtigung der regulären Einsatzzyklen würden damit zu jedem Zeitpunkt maximal 30 Flugzeuge für beide Träger einsatzbereit sein.
Aufgrund von sich abzeichnenden Gewichtsproblemen wurde im Oktober 2004 eine Überprüfung der Entscheidung für die STOVL-Variante angeordnet. Ein erstes Zwischenergebnis lautete 2005, dass die STOVL-Version weiterhin favorisiert werde, man jedoch auch das bereits verworfene CTOL-Konzept erneut in Betracht ziehe. Im April 2007 bestätigte das MOD, dass es die Entwicklung der unterschiedlichen Varianten der F-35 weiterhin genau beobachte und sich alle Optionen offen halte. Mit der Unterzeichnung der Verträge für den Bau der beiden Flugzeugträger im STOVL-Design im Juli 2008 entschied sich das MOD schließlich für die F-35B.
Im Oktober 2010 wurde diese Entscheidung zeitweilig verworfen.

#### Kooperation mit den USA
Im Laufe des Jahres 2005 ergaben sich Probleme bei der Kooperation mit den USA. Diese teilten mit, dass die F-35 nicht mit dem in England entwickelten F-136-Triebwerk, sondern ausschließlich mit der amerikanischen F-135-Turbine ausgestattet werde. Außerdem beklagte sich das MOD Anfang 2006 – ähnlich wie auch die Verteidigungsministerien Italiens und Australiens – über mangelnde Informationen über Fortschritt und Technik der F-35. Der damalige Premierminister Tony Blair teilte im März 2006 mit, dass die Probleme ausgeräumt worden seien. Dieser Darstellung widersprach jedoch der Verteidigungsausschuss des britischen Parlaments im Dezember 2006.

#### Verzögerungen
2008 bestätigte das MOD gegenüber dem Verteidigungsausschuss des Parlaments, dass bei der Indienststellung der HMS Queen Elizabeth im Jahr 2014 noch nicht genügend F-35 verfügbar sein würden. Erst 2018 sollte eine ausreichende Anzahl dieser Flugzeuge bereitstehen, um die Träger mit ihnen auszustatten. Entsprechend sollten in den ersten Jahren die alten Harrier GR.9 eingesetzt werden, die bereits auf den Flugzeugträgern der Invincible-Klasse zum Einsatz kamen. Aufgrund der im Oktober 2010 beschlossenen Ausmusterung der Harrier-Flotte wurde dieser Plan hinfällig. Gleichzeitig wurde die Indienststellung der beiden neuen Flugzeugträger auf das Jahr 2020 verschoben. Zu diesem Zeitpunkt sollte bereits eine ausreichende Anzahl an F-35-Kampfflugzeugen verfügbar sein.

## Technik

### Rumpf

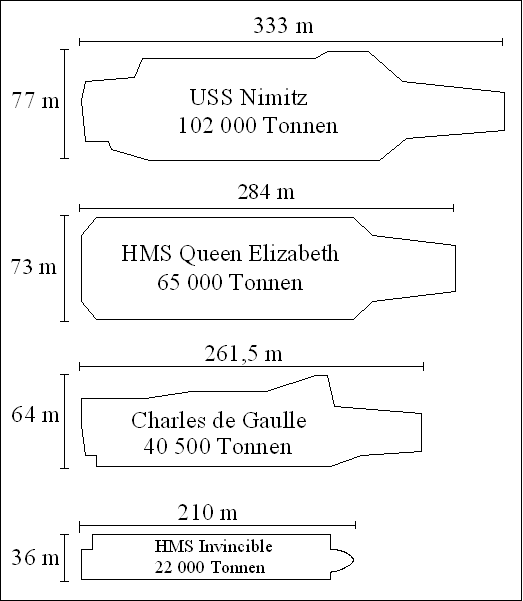
Schematischer Vergleich mit heutigen Trägern

Am 25. Juli 2007 teilte das MOD offiziell mit, dass die Träger bei einer Länge von 284 Metern und einer maximalen Breite von 73 Metern eine Verdrängung von 65.000 Tonnen haben sollen. Bis zur Fertigstellung der Schiffe können sich noch geringfügige Abweichungen von diesen Daten ergeben. Unter dem Flugdeck befindet sich das Hangardeck, in dem bis zu 22 Flugzeuge gelagert und gewartet werden können. Der Großteil der Räumlichkeiten für die Besatzung befindet sich unter dem Hangardeck.

### Aufbauten
Eine Besonderheit der Flugzeugträger sind die geteilten Aufbauten, die sogenannten Inseln, da sämtliche aktuell im Dienst befindlichen Träger nur über eine Insel verfügen. Während eine möglichst weit vorne am Schiff positionierte Insel vorteilhaft für die Unterbringung der Kommandobrücke ist, wie bei dem französischen Flugzeugträger Charles de Gaulle, erleichtert eine weit hinten am Schiff positionierte Insel die Arbeit der Flugkontrolle, wie bei den US-amerikanischen Trägern der Nimitz-Klasse. Um die Vorteile beider Anordnungen bestmöglich auszunutzen, entschied man sich bei der Queen-Elizabeth-Klasse für zwei Inseln, von denen die vordere die Kommandobrücke und die hintere die Flugkontrolle beherbergt. Auch die Sensoren und Radarsysteme sind auf die beiden Inseln verteilt.

### Antrieb
Das MOD entschied sich aus Kostengründen gegen einen Kernenergieantrieb, der zu Beginn der Entwicklung aufgrund der Größe der Träger diskutiert wurde. Das MOD wählte einen elektrischen Antrieb und entschied sich für die Rolls-Royce MT30-Gasturbine als Antriebsaggregat. Jeder Träger wird zwei Gasturbinen mit einer Leistung von je 36 MW haben. Die Höchstgeschwindigkeit soll 27 Knoten betragen und die Reichweite bei einer Geschwindigkeit von 18 Knoten bei etwa 10.000 Meilen liegen.

### Bewaffnung
Wie ihre Vorgänger sollen die neuen Flugzeugträger nur eine geringe bordeigene Bewaffnung erhalten, da die Träger stets im Verband – in sogenannten carrier strike groups – mit Zerstörern, U-Booten (der Astute-Klasse) und Fregatten operieren werden. Die ursprünglich geplante Installation von Tomahawk-Marschflugkörpern wird im endgültigen Design von BAE Systems und Thales UK nicht weiter verfolgt, soll aber als Nachrüstungsmöglichkeit vorgesehen werden. Gleiches gilt für die Ausstattung mit dem Luftabwehrsystem PAAMS Aster. Installiert sind lediglich drei Phalanx-CIWS-Kanonen sowie vier 30-mm-Geschütze zur Luftabwehr auf kurze Distanz. Zusätzlich werden die Träger mit Düppeln und Täuschkörpern zur Ablenkung von radar- und infrarot-gelenkten Raketen ausgestattet.

## Carrier Air Wing
Jeder Träger ist für maximal 40 Flugzeuge und Hubschrauber ausgelegt. Im Oktober 2010 entschied die Regierung, im Regelfall jedoch nur zwölf F-35B-Kampfflugzeuge an Bord der Träger mitzuführen. Lediglich im Ernstfall würden demnach bis zu 36 Maschinen eingesetzt werden. Genau wie die frühere Invincible-Klasse sind die Flugzeugträger auch für amphibische Operationen vorbereitet, mit der Fähigkeit zum Einsatz weiterer Transport- und Kampfhubschrauber, wie Chinook, Commando Merlin, Wildcat oder Apache. Die genaue Zusammenstellung der „Tailored Air Group“ (TAG), so die frühere Bezeichnung des „Carrier Air Wing“ (CVW), wird jeweils an den aktuellen Bedarf angepasst. Zur Seeüberwachung und zu Transportzwecken wird zudem permanent eine Staffel mit neun Merlin HM.2 mitgeführt; hinzu kommen vier bis fünf weitere Merlins, die zusätzlich mit einem Luftraum-Überwachungsradar-Rüstsatz ausgerüstet sind.
Hieraus ergeben sich im Wesentlichen drei verschiedene Pakete des eingeschifften Geschwaders: Das Grundpaket ‘Maritime Force Protection’ (Merlin) als Standard plus alternativ die Pakete ‘Carrier Strike’ (Lightning II) oder ‘Littoral Manoeuvre’ (RAF-, RM- und Army-Hubschrauber).

## Besatzung
Die Besatzung jedes Trägers soll aus 1450 Personen bestehen, von denen etwa 700 zum Flugzeugpersonal gehören. Der Großteil der Besatzung wird in Sechsbettkabinen untergebracht werden, von denen jede über eigene sanitäre Einrichtungen verfügt. Dies stellt ein Novum für große britische Kriegsschiffe dar und findet sich sonst nur auf den Zerstörern der Daring-Klasse.

## Heimathafen
Wie bereits ihre Vorgänger sollen die Flugzeugträger der Queen-Elizabeth-Klasse in Portsmouth in Hampshire beheimatet sein. Hierfür sind jedoch umfangreiche Umbaumaßnahmen an dem Marinestützpunkt notwendig. Die Einfahrt in das Hauptbecken muss um etwa 15 m verbreitert werden, zudem ist eine Vertiefung des Fahrwassers notwendig. Auch die Kaianlagen müssen der Größe der Schiffe angepasst werden. Aufgrund dieser Probleme wurde Ende 2006 geprüft, inwieweit ein anderer Stützpunkt für die Beheimatung der Flugzeugträger besser geeignet wäre. Im Juli 2007 wurde jedoch bekanntgegeben, dass die Träger definitiv in Portsmouth stationiert werden sollen.

## Schiffe

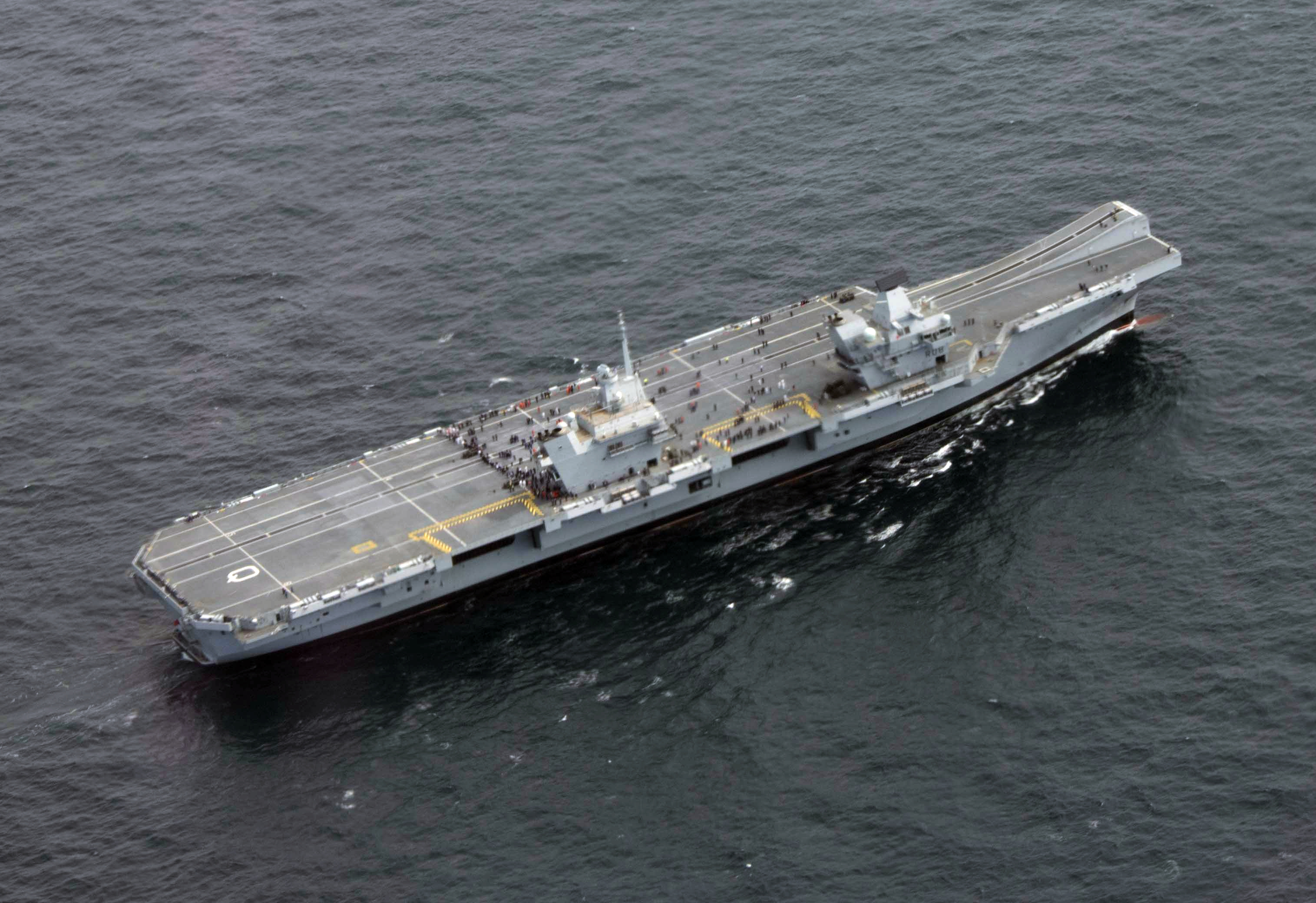
HMS Queen Elizabeth im Juli 2017

| Kennung | Name            | Kiellegung   | Stapellauf        | Indienststellung  | Bemerkungen |
| ------- | --------------- | ------------ | ----------------- | ----------------- | ----------- |
| R08     | Queen Elizabeth | 7. Juli 2009 | 17. Juli 2014     | 7. Dezember 2017  | aktiv       |
| R09     | Prince of Wales | 26. Mai 2011 | 21. Dezember 2017 | 10. Dezember 2019 | aktiv       |